# Arquitectura de las nuevas indias
Arquitectura de las nuevas indias (en neerlandés: Nieuwe Indische Bouwstijl) es un estilo arquitectónico moderno utilizado en las Indias Orientales Holandesas (ahora Indonesia) entre finales del siglo XIX y antes de la Segunda Guerra Mundial en el siglo XX. es básicamente arquitectura moderna temprana (occidental) (por ejemplo, Racionalismo y Art déco con elementos arquitectónicos locales como aleros anchos o techo prominente como un intento de adaptarse al clima tropical de Indonesia.
Aunque se refiere específicamente al movimiento del racionalismo holandés que apareció en la década de 1910 en Indonesia, con el fin de cubrir los muchos estilos arquitectónicos que aparecieron durante el breve período moderno temprano, el término se usa como un término general para todos los estilos arquitectónicos que Aparecen entre finales del siglo XIX y antes de la Segunda Guerra Mundial.

## Historia
El intento de sintetizar la arquitectura holandesa con la arquitectura indonesia local ya había comenzado desde el siglo XVIII. El mantenimiento intensivo de los edificios de estilo holandés del siglo XVII en los trópicos había obligado a los holandeses a seguir los ejemplos de la arquitectura indígena de Indonesia. El intento aparece por primera vez en las casas de campo de las Indias holandesas de los siglos XVIII y XIX, un estilo académicamente conocido como estilo indoeuropeo (indoeuropeo) o estilo indio (Indisch Stijl), también estilo antiguo de las Indias (Oud Indische Stijl) para distinguirlo con el nuevo.
El nacimiento del Estilo de las Nuevas Indias estuvo relacionado con la introducción de nuevos materiales de construcción, el auge del Modernismo y la introducción de la Ley Agraria de 1870 en Java. La nueva ley abrió Java a los extranjeros, permitiéndoles establecer empresas privadas en las Indias Orientales Holandesas. Se debe implementar un nuevo tipo de edificios, desarrollos y estándares en las Indias Orientales Holandesas. El gobierno colonial, bajo el Departement voor Burgerlijke Openbare Werken (Departamento de Obras Públicas), desarrolló nuevos estándares para la construcción de edificios como hospitales, escuelas, ayuntamientos, oficinas de correos y otros servicios públicos, para considerar el clima local (tropical) como un medio para reducir el costo de construcción de edificios y el costo de mantenimiento. Uno de los primeros ejemplos es la Oficina del Capitán del Puerto en Semarang de principios del siglo XIX.
También influyeron en el estilo de las Nuevas Indias una nueva generación de arquitectos holandeses, formados en los Países Bajos, que fueron a las Indias para introducir el Modernismo. En la década de 1910, los arquitectos holandeses comenzaron a experimentar con nuevos materiales en las formas holandesas tradicionales mientras desarrollaban una arquitectura amigable con los trópicos, uniendo la evolución de la arquitectura entre los tradicionalistas y los modernistas en las Indias Orientales Holandesas.
Las décadas de 1920 y 1930 vieron el advenimiento del Modernismo en las Indias Orientales Holandesas. Las características típicas incluían techos planos y formas cúbicas, con una consideración mínima de los trópicos. La ornamentación Art déco a veces se incorporó al diseño. Albert Frederik Aalbers fue uno de los representantes del movimiento moderno en Indonesia antes de la Segunda Guerra Mundial. Su obra se caracteriza por sus alzados limpios y funcionalistas, que a menudo presentan líneas curvas, y la ausencia de ornamentación externa y otros dispositivos puramente decorativos.
En el mismo período, el nacionalismo se manifestó en la búsqueda de un nuevo estilo de arquitectura, uno que reflejara la identidad cultural de la región. Algunos arquitectos comenzaron a moderar el espíritu modernista al incluir elementos arquitectónicos indígenas, creando así un estilo distintivo de arquitectura moderna indonesio. Maclaine Pont y Thomas Karsten fueron los principales exponentes aquí.

## Arquitectura
El término New Indies Style se refiere específicamente al tipo de arquitectura que apareció en la década de 1910 en las Indias Orientales Holandesas. Durante el breve período de transición a principios del siglo XX, el estilo coexistió con otras variantes arquitectónicas modernas en las Indias Orientales Holandesas: Art Deco, arquitectura expresionista, Nieuwe Zakelijkheid, etc. Los estilos representan el progreso tecnológico durante el breve período anterior a la Segunda Guerra Mundial.

### Nuevo estilo indio
En Indonesia, el término es aceptado académicamente para el racionalismo holandés. Similar al racionalismo holandés, el estilo es el resultado del intento de desarrollar nuevas soluciones para integrar los precedentes tradicionales (clasicismo) con las nuevas posibilidades tecnológicas. Se puede describir como un estilo de transición entre los tradicionalistas (el estilo del Imperio de las Indias) y los modernistas. En los Países Bajos, el estilo estuvo fuertemente influenciado por el diseño de Berlage; esto también se refleja en Indonesia.
Característicamente, es similar al racionalismo holandés con el uso de arcos de inspiración románica mientras mantiene la regularidad de la forma clasicista tradicional. La forma comenzó a mostrar un enfoque funcional; Se reducen las decoraciones. Las diferencias con la versión occidental es que en las Indias Orientales Holandesas, los edificios están encalados, en contraste con el ladrillo dominante de su contraparte holandesa. Otras diferencias son los aleros de techo exagerados que forman un voladizo significativo que protege cualquier abertura, un estilo que no aparecía en la contraparte holandesa.
Empleó el uso del concepto de 'doble fachada' que se manifestó en una galería cubierta. La galería cubierta se implementa no solo en la planta baja sino también en el segundo piso. La fachada doble protege la fachada de las fuertes lluvias y la luz solar intensa, una característica importante del diseño tropical. Se realizaron amplias aberturas en forma de puertas múltiples o ventanas altas para permitir la ventilación cruzada para refrescar el interior.

Varios ejemplos de construcción de este período son Lawang Sewu de Citroen (1907),[cita requerida] Galería de arte Kunstkring de Moojen (1913) y estación Cirebon Kejaksan (1912).

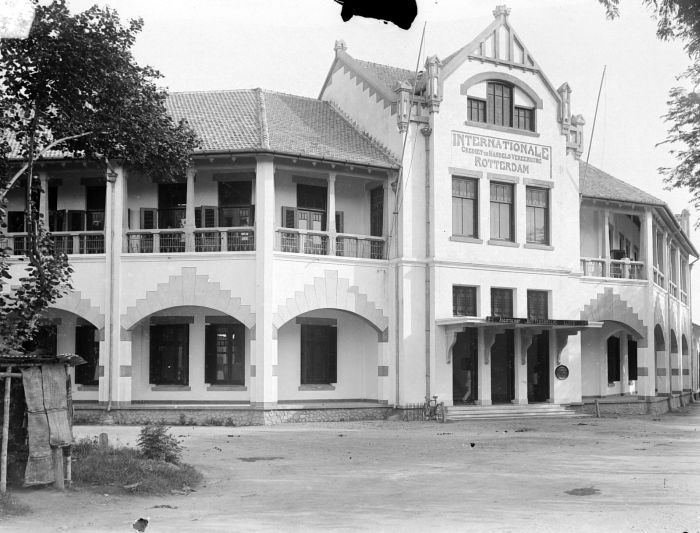
Un edificio de oficinas en Semarang.
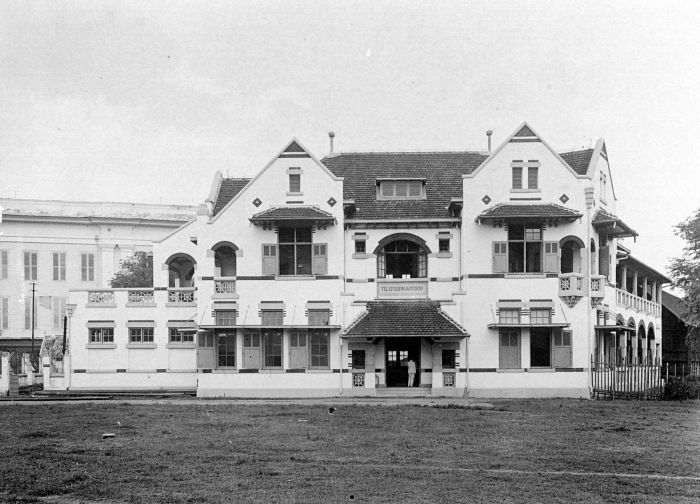
Oficina telefónica en Semarang.
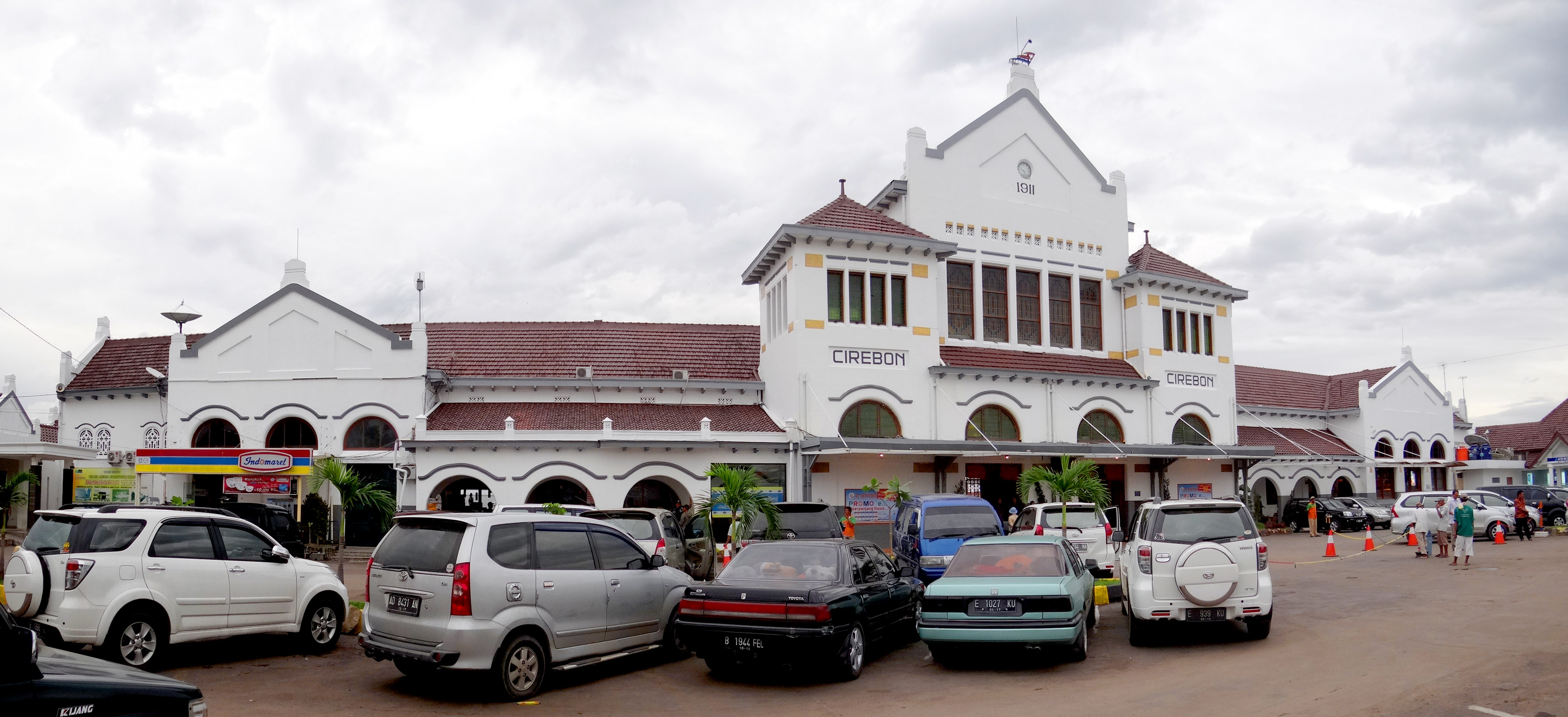
Estación Cirebon Kejaksan (1912)
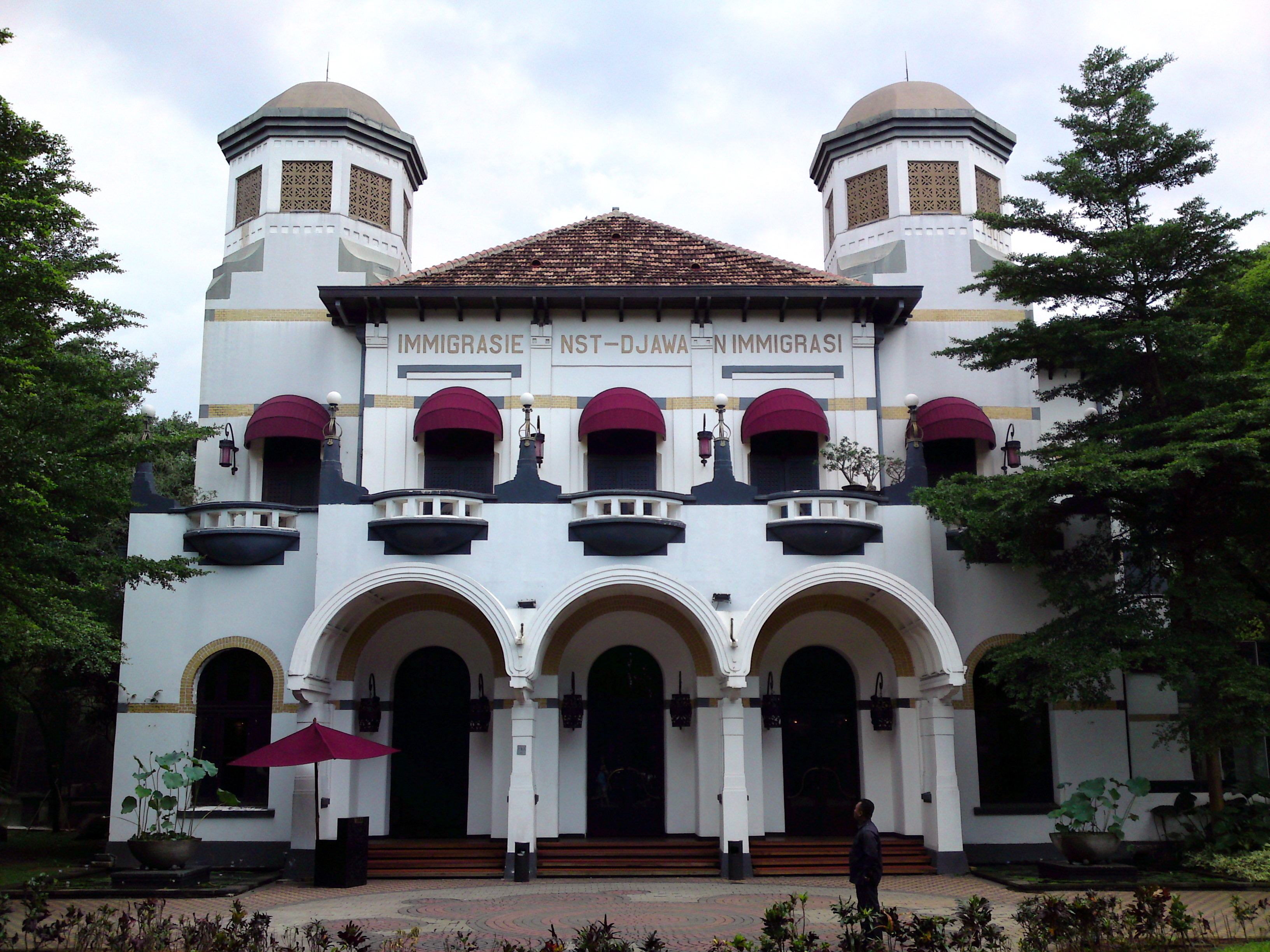
Galería de arte Kunstkring (1913)
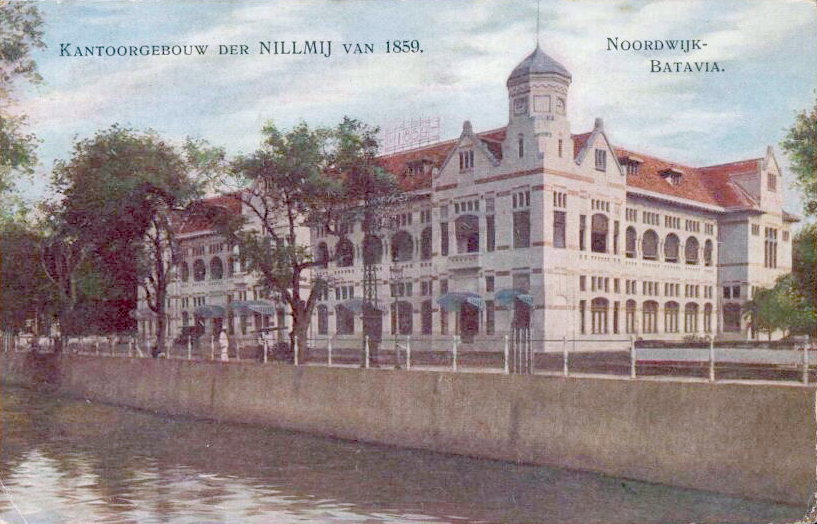
Oficina NILLMIJ de Moojen (1909), ahora parcialmente demolida para dar paso a la construcción de carreteras.

### Art Déco y Nieuwe Bouwen
Art Deco en las Indias Orientales Holandesas fue influenciado de manera similar con Art Deco en los Países Bajos. Art Deco evolucionó a partir del anterior racionalismo tipo Berlage. Las características incluyen colores ricos, formas geométricas audaces y ornamentación. La forma es simétrica y exuda progreso tecnológico y glamur. Uno de los primeros ejemplos de Art Deco aparece en el diseño de la estación Semarang Poncol (1914). Ejemplos de edificios de este estilo son la antigua sede de KPM de Ghijsels (1917) y Jaarbeurs de Schoemaker (1920). Gedung Sate de Gerber muestra la consideración del arquitecto local en la forma de su techo.

Otra variación en el período es la Escuela de Ámsterdam, una parte del movimiento internacional del expresionismo que aparece también alrededor de la década de 1920. La popularidad del estilo no está tan extendida como en los Países Bajos, pero influyó en los detalles de los edificios de las Indias Orientales Holandesas. Una forma de la Escuela de Ámsterdam aparece en Ayuntamiento de Cirebon (1926) de JJ Jiskoot con su expresiva forma distorsionada característica del estilo de la Escuela de Ámsterdam. La influencia de la Escuela de Ámsterdam también aparece en los edificios diseñados por Schoemaker, quien a menudo colabora con escultores: El expresivo relieve del Grand Preanger Hotel (1929) y las esculturas de Bandung Jaarbeurs (1920).

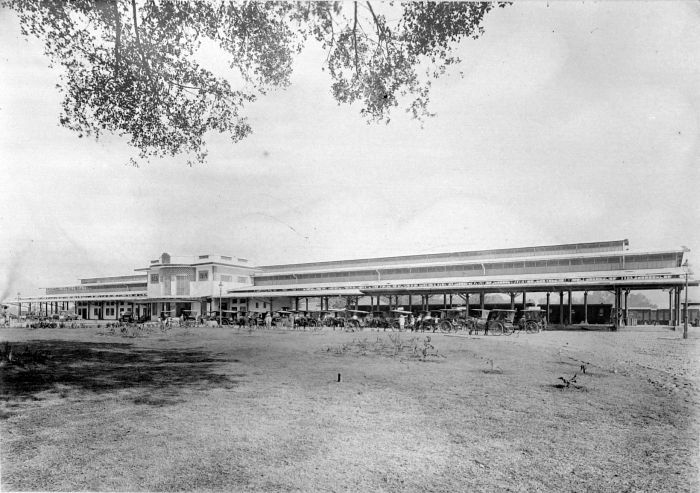
La estación Semarang Poncol durante su inauguración en 1914 muestra una de las primeras formas de Art Deco en las Indias Holandesas.
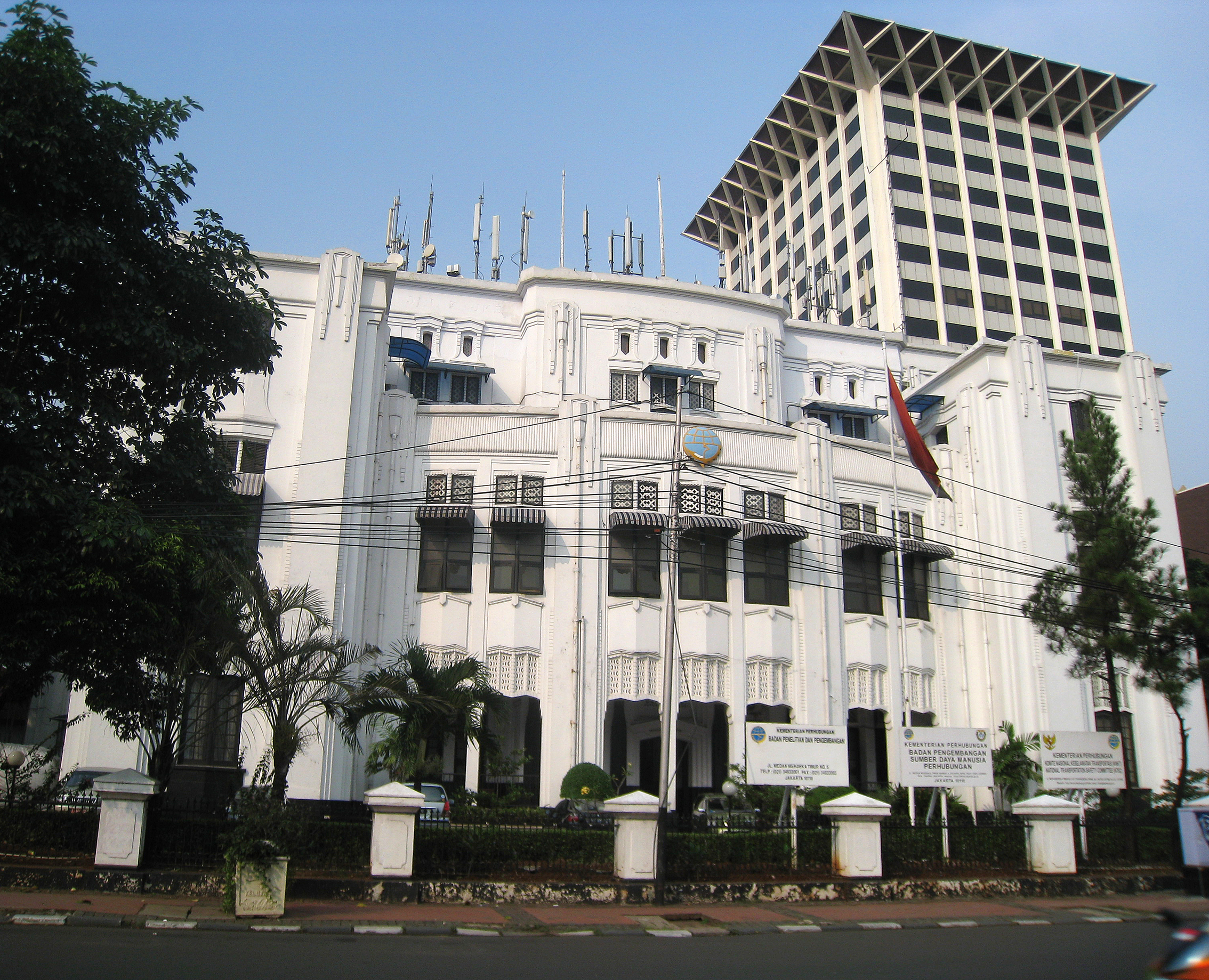
Antigua sede de KPM (1917) por Ghijsels
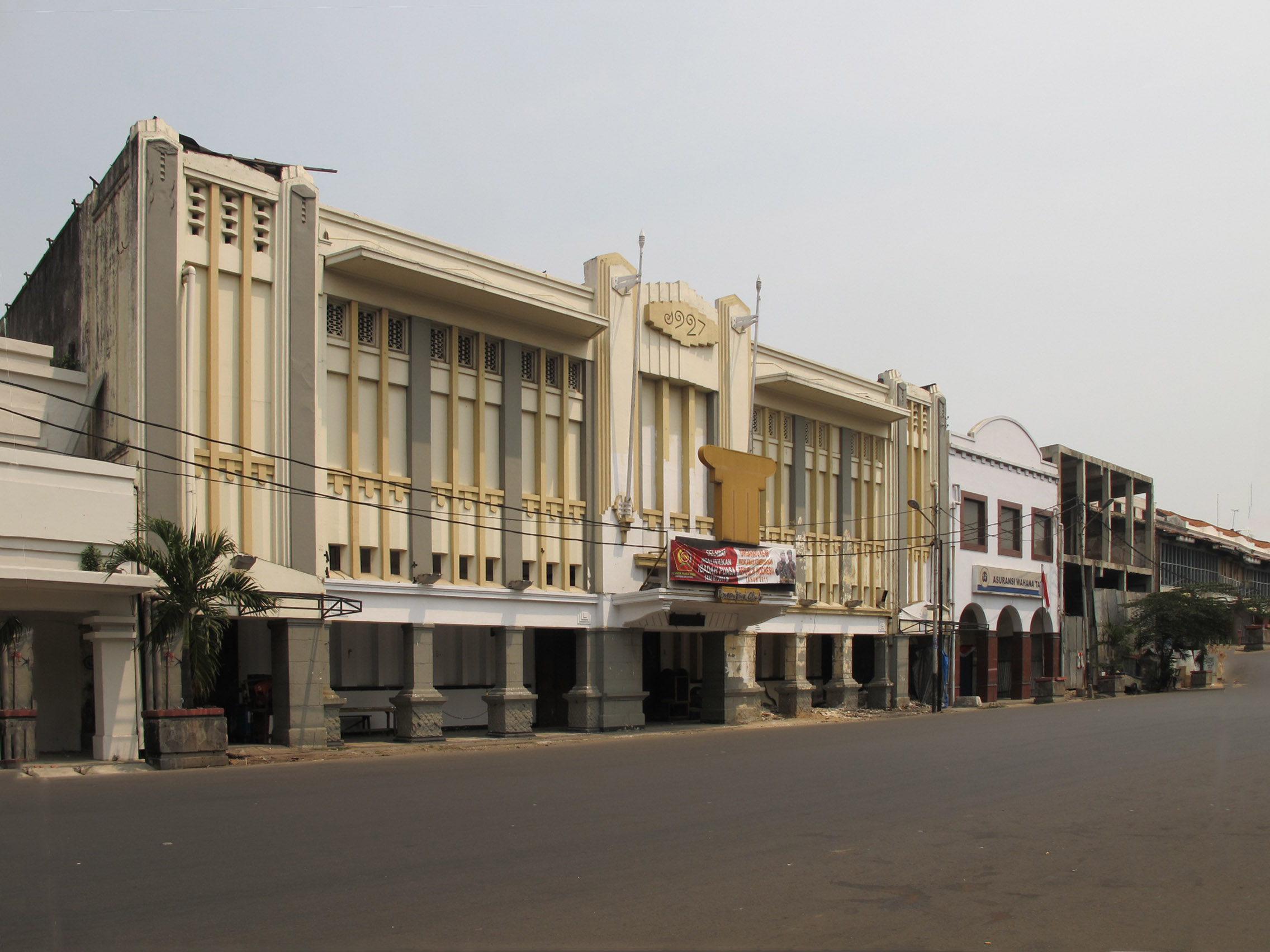
Athena Discothèque (1927) en Yakarta.
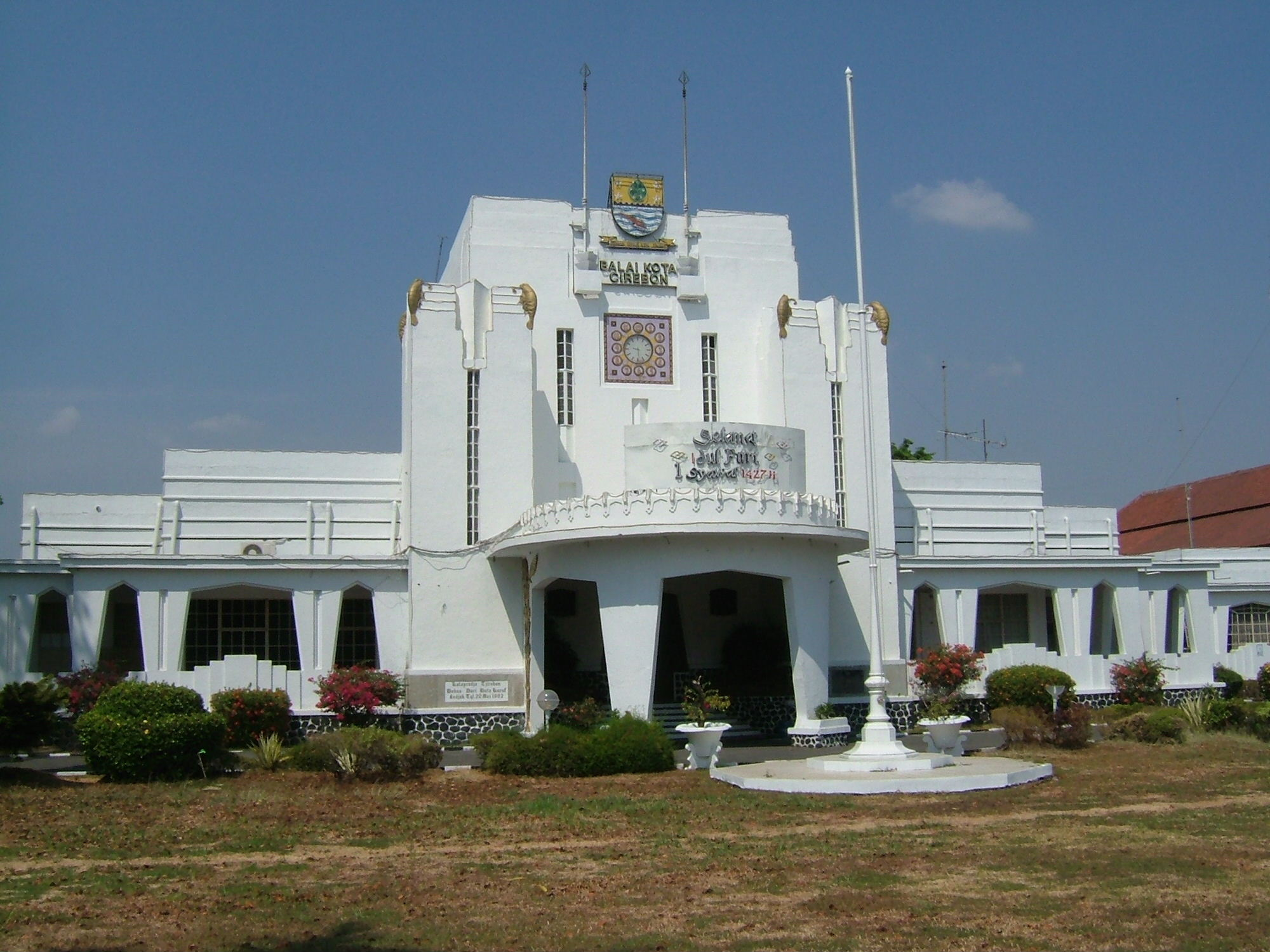
Ayuntamiento de Cirebon (1926), ejemplo del estilo de la Escuela de Amsterdam en las Indias.

Posteriormente, entre 1920 y 1940, el Art Deco evolucionó hacia un nuevo estilo conocido en los Países Bajos como Nieuwe Bouwen (Modernismo) o Funcionalismo. El nuevo movimiento arquitectónico está influenciado en gran medida por la Bauhaus de Alemania y Le Corbusier de Francia. En lugar de crear estilo en la fachada, el arquitecto crea estilo en la disposición clara y lógica del espacio. La preferencia es utilizar formas universales como cubo o cilindro o líneas horizontales curvas y motivos náuticos que se conocen como Streamline Moderne en el mundo anglófono.
La industrialización y la estandarización de materiales juegan un papel. Albert Aalbers es la expresión más representativa de Nieuwe Bouwen en Indonesia, evidente en su diseño para el hotel Savoy Homann (1939), Denis Bank (1936) y el "Driekleur" (1937) en Bandung. En Indonesia, el estilo se caracteriza por su apertura, las elegantes líneas de la fachada y el fuerte efecto espacial en el exterior y el retiro del muro cortina. Todavía existen muchos edificios que emplean esta variación de Art Deco en Bandung, una de las colecciones restantes más grandes de edificios Streamline Moderne - Art Deco en el mundo.

Otros ejemplos de Nieuwe Bouwen en Indonesia son las obras de Cosma Citroen, K. Bos, W. Lemei, Liem Bwan Tjie y algunos edificios de AIA Bureau of Schoemaker, a saber, Bandung Jaarbeurs, que diseñó poco después de su viaje de estudios a América, claramente inspirado en Frank Lloyd Wright. También Villa Isola muestra una fuerte influencia de Nieuwe Bouwen en su estructura de acero, ventanas de acero y hormigón armado.

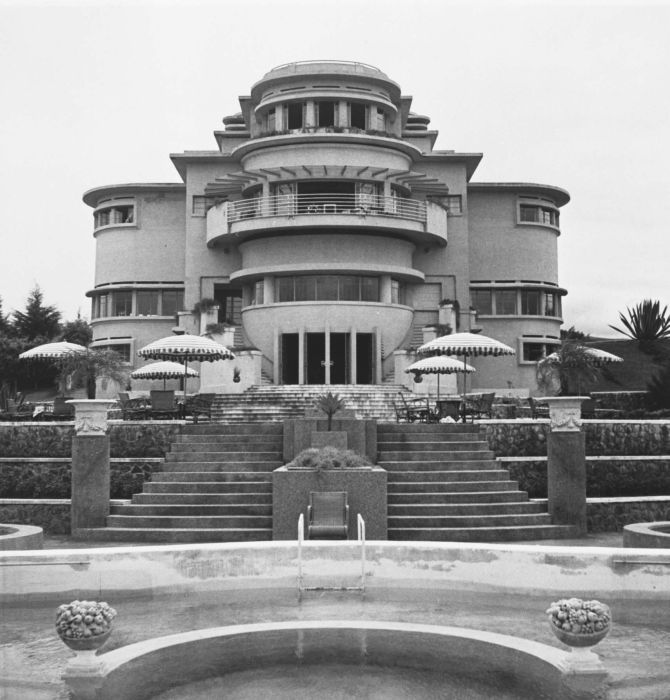
Villa Isola, Bandung
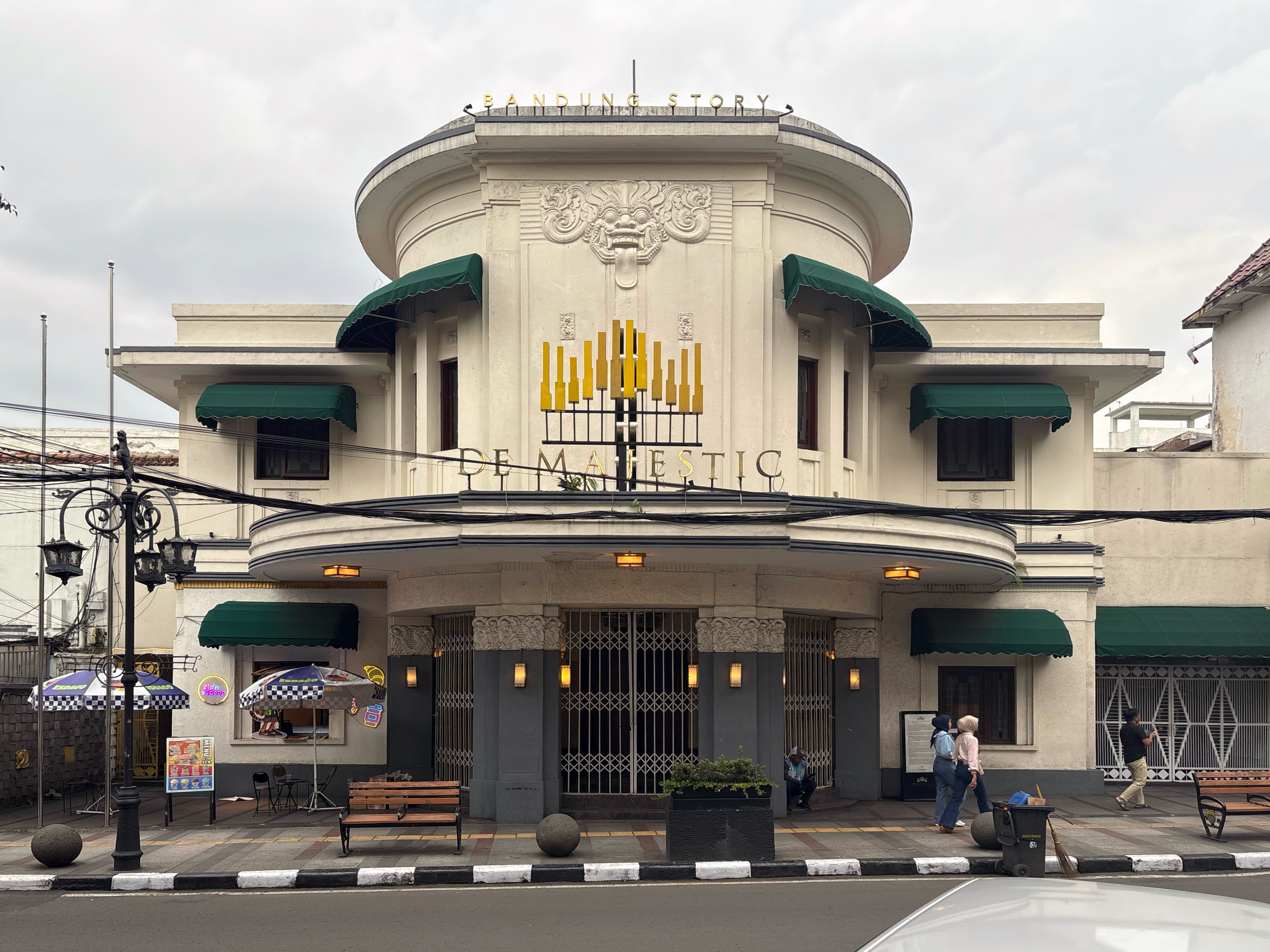
Cine Concordia decorado con el tradicional motivo de cabeza de kala en su fachada.
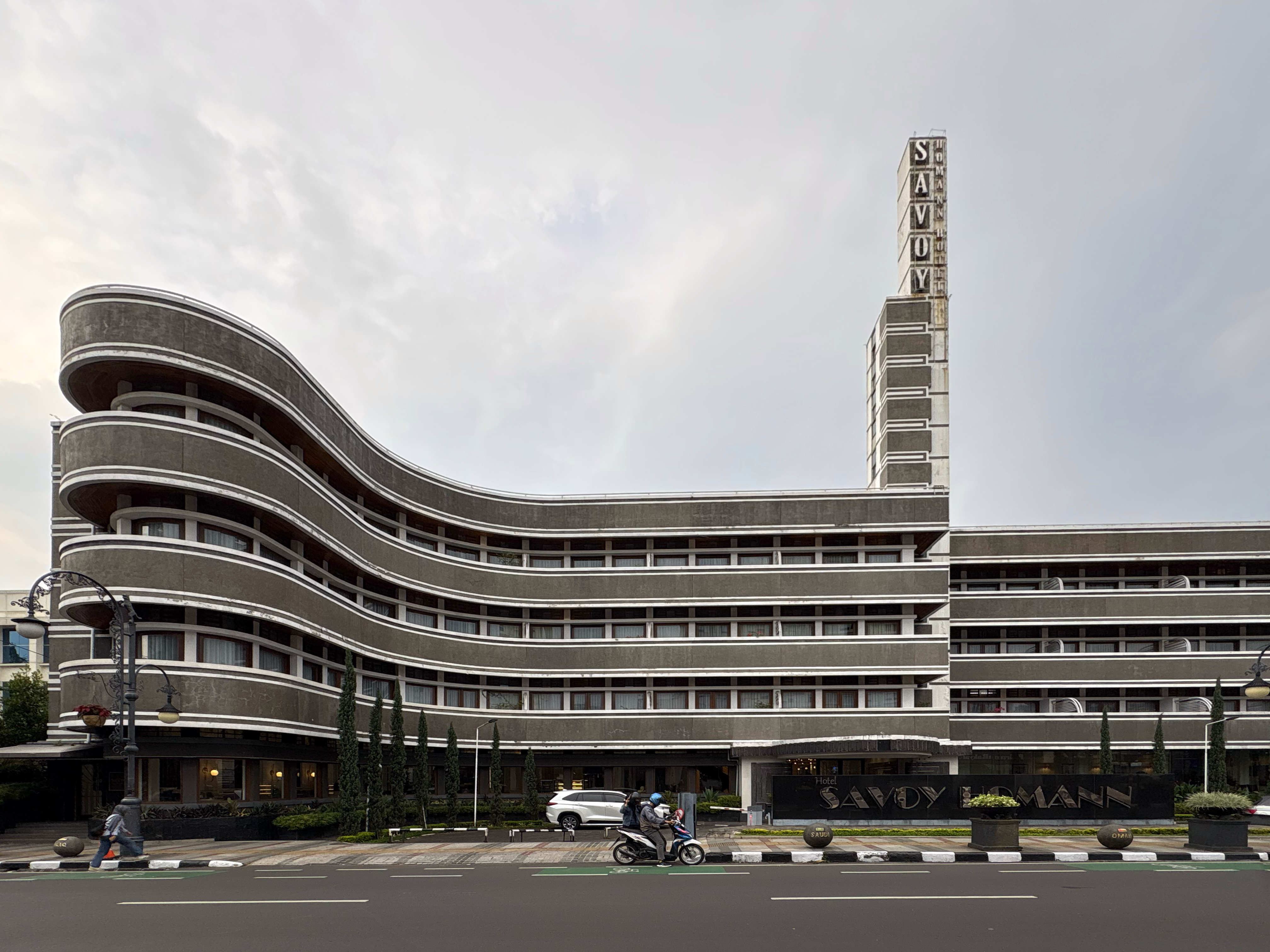
Savoy Homann Hotel emplea elementos Streamline Moderne en su fachada.
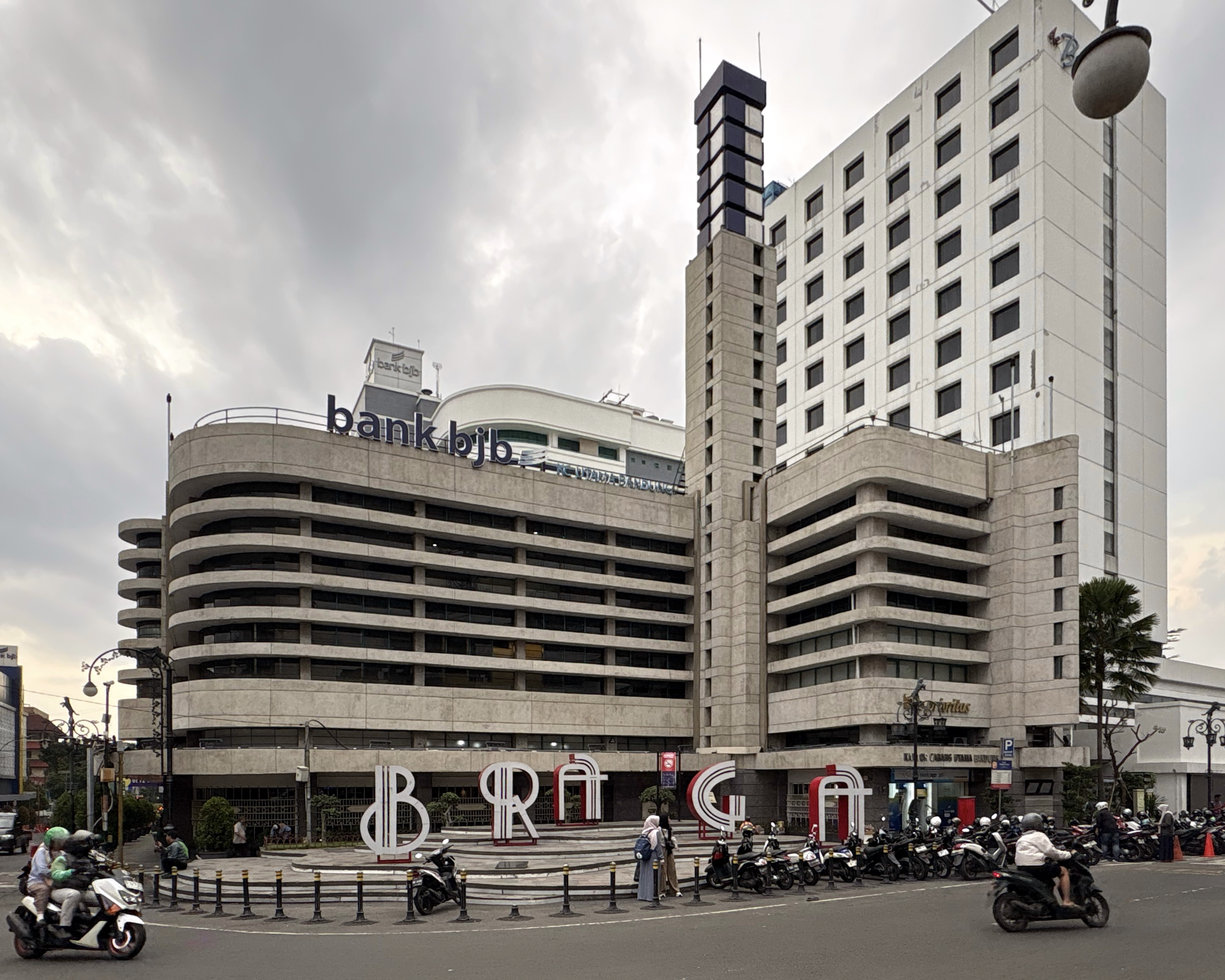
Bank BJB de Bandung muestra la forma expresiva de Nieuwe Bouwen.

A fines de la década de 1920, Nieuwe Zakelijkheid ("Nueva objetividad") se hizo popular en las Indias Orientales Holandesas. La forma era aún más austera y reducida que su predecesora, empleando formas angulares y diseños esencialmente libres de decoración. El estilo muestra una transición temprana al estilo internacional. El primer ejemplo de esto es el Museo Bank Mandiri (1929), construido bajo una planificación espacial bien planificada alrededor de la plaza de la estación Waterlooplein de la estación Kota, una muestra de planificación urbana anterior a la Segunda Guerra Mundial que para el sudeste asiático era completamente nueva y sin precedentes. Otros ejemplos notables son el ayuntamiento de Palembang (Snuyf, 1928-1931, apodado Gedung Ledeng, "edificio de plomada" indonesio) y el edificio de la oficina de correos de Kota (Baumgartner, 1929).

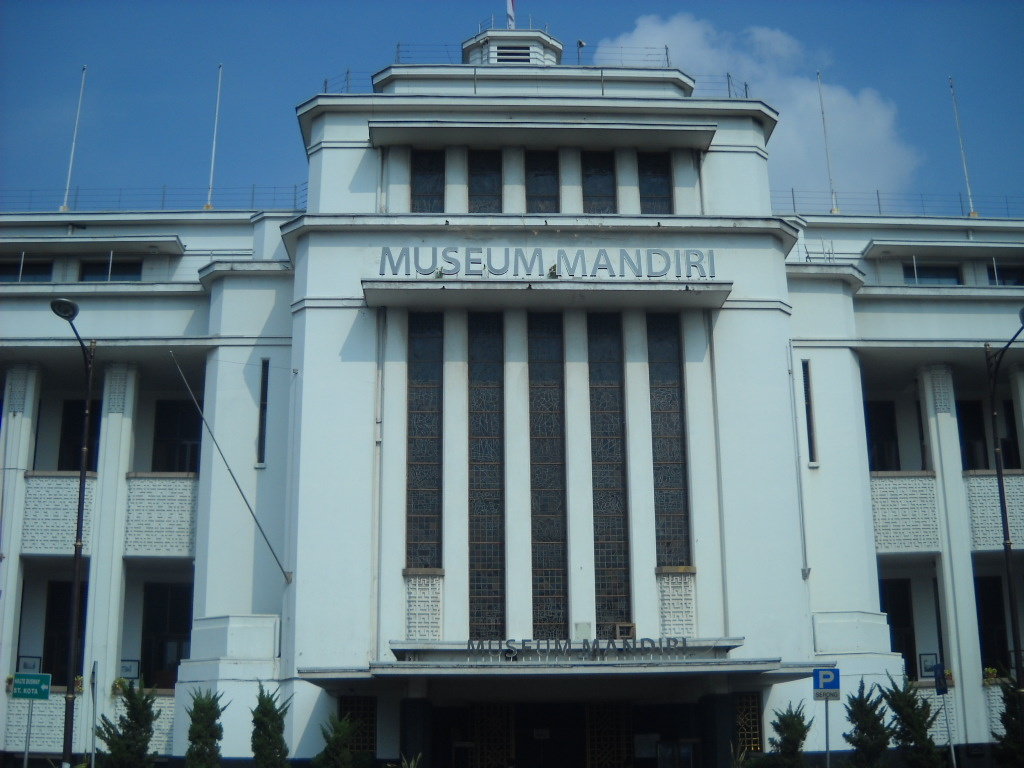
El Museo Bank Mandiri es una de las primeras implementaciones de Nieuwe Zakelijkheid en las Indias Orientales Holandesas.
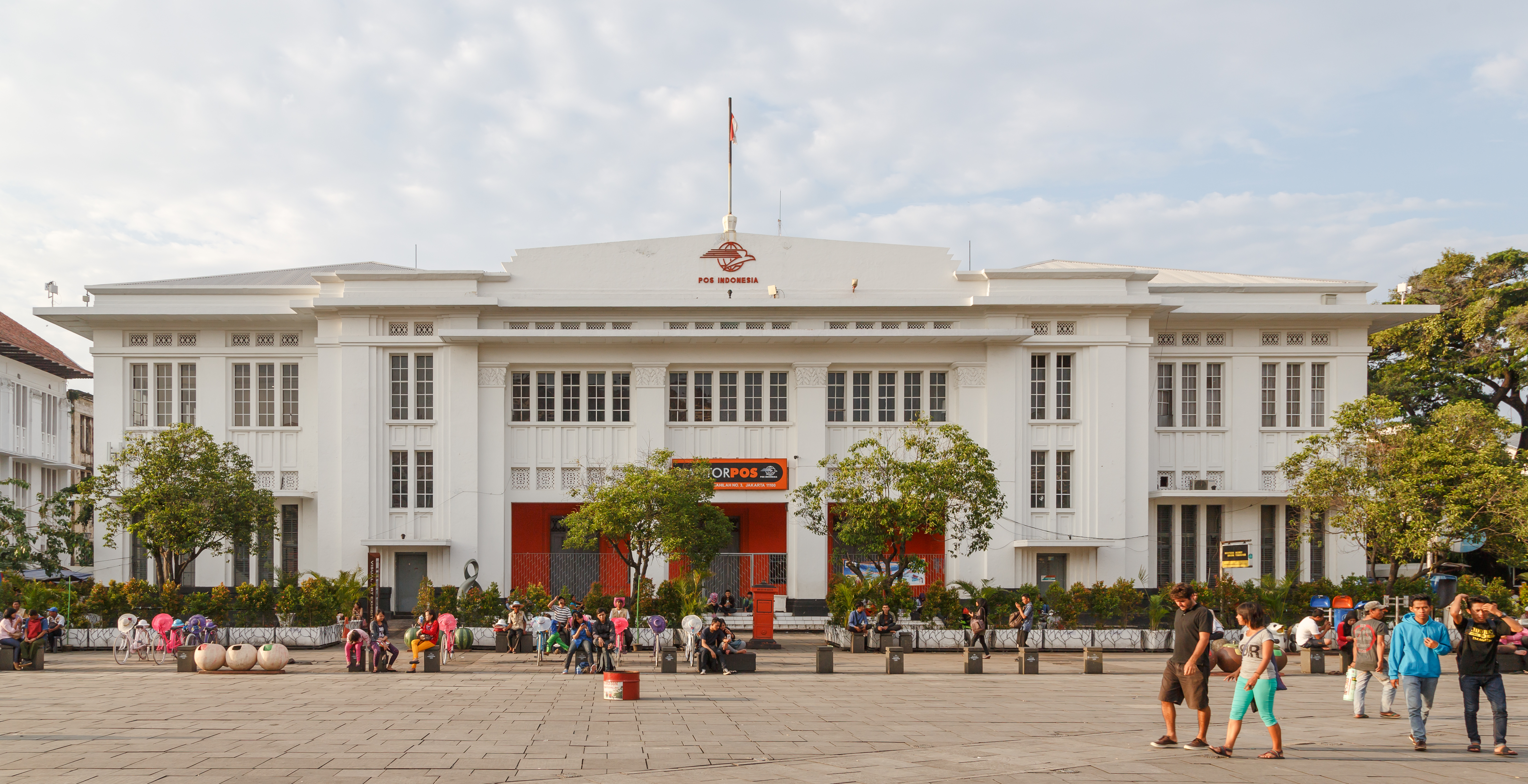
Edificio de correos de Kota.
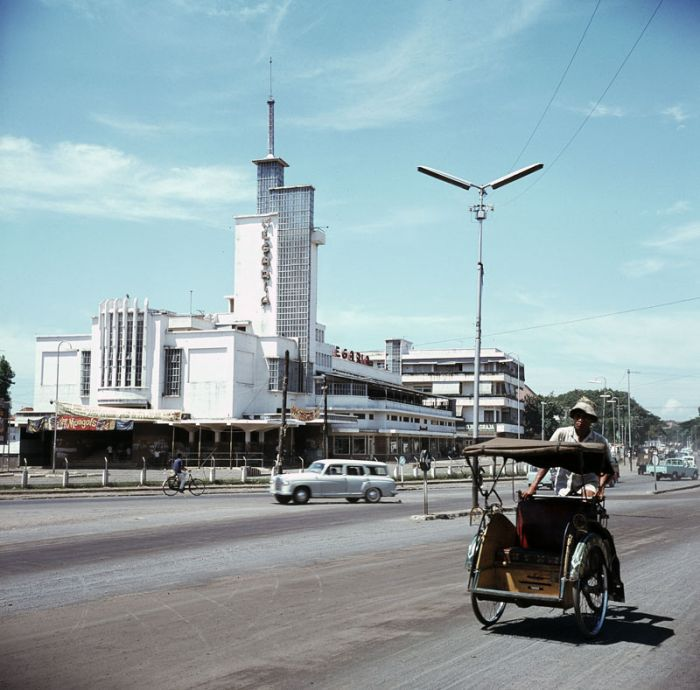
Metropole (1939) empleó rasgos de Nieuwe Zakelijkheid.
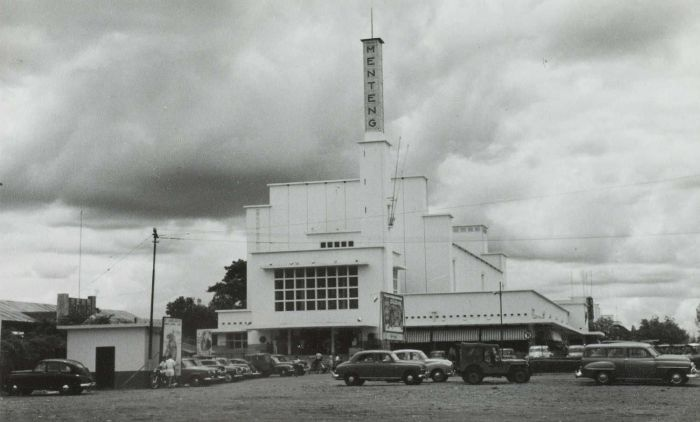
Menteng Cinema de Groenewegen (1940), ahora demolido y reemplazado por Menteng Huis.
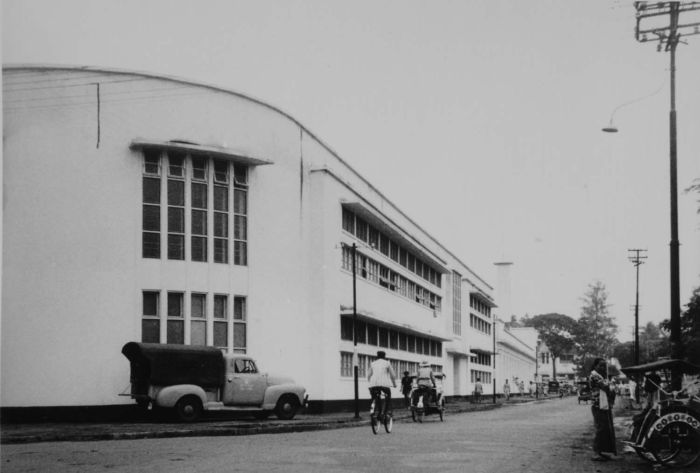
El edificio Unie en Batavia, ahora demolido.

### Forma neo vernácula

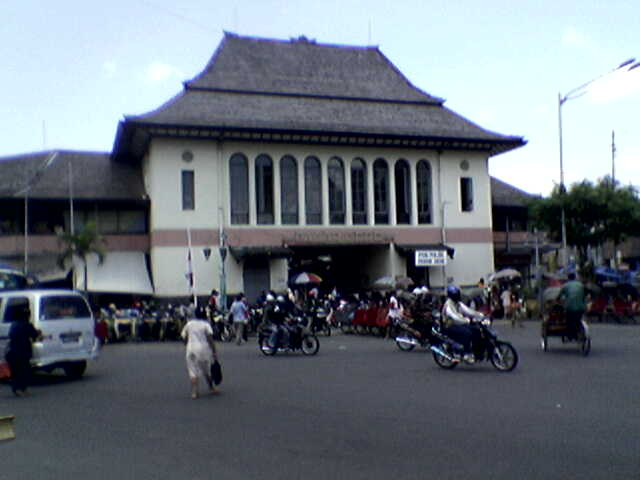
El primer intento de Karsten de producir una forma abiertamente javanesa en Pasar Gede Harjonagoro.

En los Países Bajos, la modernista y funcionalista Nieuwe Bouwen presenta un marcado contraste con la tradicionalista Escuela de Delft . La Escuela de Delft en los Países Bajos se expresa como una arquitectura moderna con un aspecto simple y humilde inspirado en las casas antiguas de la campiña holandesa. La Escuela de Delft no aparece en Indonesia, sin embargo, se puede definir como un estilo arquitectónico del siglo XX que se ajusta a la consideración tropical tradicional: la arquitectura de las Indias ( Indische architectuur).
A pesar del fuerte contraste entre Nieuwe Bouwen e Indische architectuur, ambos estilos compartían el impulso de superar el estilo arquitectónico del Imperio y los restos simbólicos de los señores feudales coloniales del siglo XIX.
Esta nueva escuela de pensamiento y diseño que implementa fuertemente elementos tradicionales utilizando tecnologías del siglo XX y principios arquitectónicos modernistas de Europa apareció principalmente en las décadas de 1920 y 1930. Se destacaron los techos indígenas para una atención particular y hubo muchas síntesis interesantes de formas y técnicas de construcción locales y europeas. El interés de los modernistas en la interacción dinámica de los elementos geométricos pronto se incorporó al nuevo estilo y condujo a audaces experimentos que combinaron estas formas estructurales con la ornamentación vernácula tradicional. Thomas Karsten y Henri Maclaine Pont estuvieron entre los arquitectos activos en el desarrollo de este movimiento.
Un ejemplo son las antiguas oficinas de la compañía holandesa de tranvías de vapor Joana Stoomtram Maatschappij en Semarang por Thomas Karsten (1930). La planta de este edificio de una sola planta es idéntica a la de un Joglo javanés tradicional: columnas altas sostienen un techo a cuatro aguas de dos niveles, lo que facilita la ventilación cruzada de la cavidad del techo.

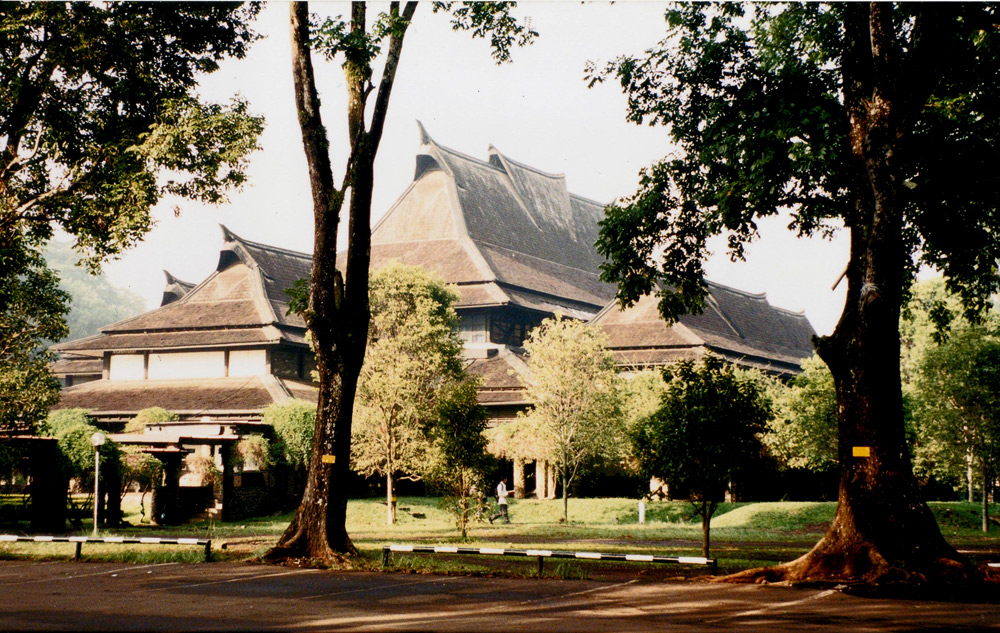
El salón ceremonial del Instituto de Tecnología de Bandung muestra una mezcla de arquitectura Batak

Ejemplos notables de este movimiento aparecen en el diseño de Maclaine Pont para los salones ceremoniales de Technische Hoogeschool te Bandung (que se convirtió en Institut Teknologi Bandung). El edificio presenta una síntesis ecléctica de varias formas locales de Indonesia, incluida la arquitectura del lago Toba, las islas Mentawai y Sunda. El edificio es un ejemplo sorprendente de arquitectura tropical innovadora. Con una elevación alargada alineada en un eje este-oeste, el edificio cuenta con ventilación natural efectiva. Esta orientación también minimiza el efecto de la radiación solar, ya que el sol de la mañana y la tarde solo incide en las fachadas estrechas del extremo del edificio. Las galerías externas del edificio crean una doble fachada que protege el interior de la luz solar directa, mientras que las torres de enfriamiento en cada extremo aseguran una buena ventilación.

Otro ejemplo es la casa de huéspedes de Bataafsche Petroleum Maatschappij en Brastagi (1939) de Herman van den Houvel del estudio de arquitectura Langereis & Co.

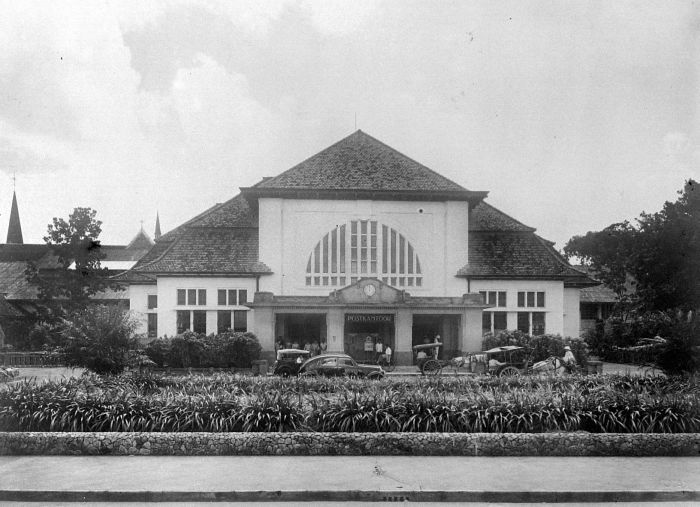
Oficina de correos de Surabaya (1926) de Bolsius

## Arquitectos nativos durante el período colonial
Durante el período colonial, ya había arquitectos nativos de Indonesia. Graduados de Technische Hoogeschool en Bandung, estos nativos indonesios fueron empleados por arquitectos holandeses o establecieron su propia práctica de diseño. Entre estos se encontraban Anwari y Sukarno (que más tarde se convirtió en el primer presidente de la República de Indonesia) y que estudiaron arquitectura en la Technische Hoogeschool de Bandung en 1920. El ingeniero civil Roosseno, que colaboró brevemente con Sukarno en 1931, llevó a cabo su propia empresa constructora a partir de 1932.
Uno de los primeros diseños provenientes de un arquitecto nativo de Indonesia fue la casa del Dr. Han Tiauw Tjong en Semarang (1932), diseñada por el arquitecto Liem Bwan Tjie. Liem Bwan Tjie provenía de la familia china Peranakan en Semarang. Además de diseñar casas privadas, casas de agencias y oficinas, Liem Bwan Tjie también creó diseños para instalaciones públicas, por ejemplo, cines, piscinas, hospitales y monumentos funerarios. Una de sus asignaciones más importantes es el complejo hospitalario de Karang Panjang, ciudad de Ambon (1963–1964).
Otros arquitectos indonesios activos durante el período fueron Sudarsono, Soehamir y Friedrich Silaban. Silaban trabajó como Jefe del Genio en Pontianak, Kalimantan Occidental desde 1937, fue nombrado Director de Obras Municipales de Bogor en 1942 al comienzo de la Guerra Mundial. Completó este puesto hasta 1965, interrumpido en 1951 por un año de estudios de arquitectura en la Académie van Bouwkunst de Ámsterdam. Se convertiría en uno de los arquitectos más renombrados de Indonesia cuando se eligió su diseño para la mezquita más grande del sudeste asiático.

## Período poscolonial
Después de 1949, pocos arquitectos y urbanistas europeos o formados en Europa permanecieron en la recién independizada República de Indonesia. Algunos arquitectos restantes, como Blankenberg, Kreisler, Liem y Lüning, diseñaron nuevas ciudades y edificios con sus colegas indonesios. Después de la cuestión de Irian Occidental, todos los holandeses que no habían optado por la ciudadanía indonesia fueron repatriados en 1957. Algunas empresas de arquitectura holandesas fueron cerradas o nacionalizadas como resultado de esta política. Uno de los pocos arquitectos restantes que eligió la ciudadanía indonesia fue Han Groenewegen, quien ayudó a Silaban en el diseño del Banco Indonesia en Thamrin Road, Yakarta.